# Grossistprodukt för telefoniabonnemang
Grossistprodukt för telefoniabonnemang (GTA) innebär att abonnenten kan betala både abonnemang och samtalsavgifter till en och samma aktör som kan vara någon annan än Telia Sonera. Före införandet av GTA under 2004 betalade många abonnenter en avgift till Telia Sonera för abonnemanget och en ytterligare en avgift till en annan aktör för samtalen (så kallad förvalstelefoni).